# Fokker D.XVII
Fokker D.XVII là một loại máy bay hai tầng cánh của Hà Lan, do hãng Fokker chế tạo.

## Tính năng kỹ chiến thuật (D.XVII)
Đặc điểm tổng quát
- Chiều dài: 7.25 m (23 ft 9 in)
- Sải cánh: 9.60 m (31 ft 6 in)
- Chiều cao: 3.00 m (9 ft 10 in)
- Diện tích cánh: 20.00 m² (215.28 sq ft)
- Trọng lượng rỗng: 1,070 kg (2,359 lb)
- Trọng lượng có tải: 1,530 kg (3,373 lb)
- Động cơ: 1 × Rolls Royce Kestrel IIS,  (595 hp)

 Hiệu suất bay 
- Vận tốc cực đại: 356 km/h (221 mph)
- Tầm bay: 849 km (528 mi)
- Trần bay: 8,750 m (28,707 ft)

Trang bị vũ khí

- Súng: 2 × súng máy 7.92 mm